# Курлович, Вадим Вячеславович
Вади́м Вячесла́вович Курло́вич (бел. Вадзім Вячаслававіч Курловіч; род. 30 октября 1992[…], Микашевичи, Брестская область) — белорусский футболист, полузащитник клуба «Слуцк».

## Карьера
Вадим Курлович начал свою футбольную карьеру в клубе «Гранит». В молодёжной команде первым тренером игрока стал Анатолий Степанович Михневич. После успехов в игре за «Гранит», футболистом стали интересоваться множество клубов. В 2010 году Курлович перешёл в БАТЭ. С 2011 года стал попадать в основной состав.
Первую половину сезона 2013 провёл в аренде в «Витебске», а в августе стал игроком брестского «Динамо».
В конце 2013 года вернулся в БАТЭ, а в феврале 2014 года был выкуплен брестским клубом. В сезоне 2014 оставался основным игроком, выступал в качестве атакующего полузащитника.
В июле 2015 года перешёл в «Слуцк». Стал преимущественно выходить на замену. В июле 2016 года разорвал контракт со «Слуцком» и вскоре стал игроком «Гранита».
В январе 2017 года подписал контракт с мозырьской «Славией». Закрепился в стартовом составе на позиции опорного полузащитника. В сезоне 2019 появлялся на поле нерегулярно, нередко выходил на замену в конце матча или оставался скамейке запасных. В январе 2020 покинул «Славию».
В марте 2020 года стал игроком речицкого «Спутника». Закрепился в стартовом составе команды и помог ей выйти в Высшую лигу. Закрепился в стартовом составе команды и помог ей выйти в Высшую лигу. Играл за «Спутник» до июля 2021 года, когда клуб снялся с турнира.
В январе 2022 года начал тренироваться с петриковским «Шахтёром» и в феврале официально стал игроком клуба. В январе 2023 года футболист покинул клуб.
В феврале 2023 года футболист перешёл в новополоцкий «Нафтан». Первый матч за клуб сыграл 18 марта 2023 года против солигорского «Шахтёра».
В январе 2024 года футболист стал игроком «Слуцка».

## Достижения
БАТЭ
- Чемпион Беларуси (2): 2011, 2012

## Статистика
| Клуб           | Сезон | Лига        | Лига | Лига | Кубки | Кубки | Еврокубки | Еврокубки | Итого | Итого |
| Клуб           | Сезон | Турнир      | Игры | Голы | Игры  | Голы  | Игры      | Голы      | Игры  | Голы  |
| -------------- | ----- | ----------- | ---- | ---- | ----- | ----- | --------- | --------- | ----- | ----- |
| БАТЭ           | 2010  | Высшая лига | 1    | 0    | 0     | 0     | 0         | 0         | 1     | 0     |
| БАТЭ           | 2011  | Высшая лига | 4    | 0    | 1     | 0     | 1         | 0         | 6     | 0     |
| БАТЭ           | 2012  | Высшая лига | 4    | 1    | 0     | 0     | 0         | 0         | 4     | 1     |
| БАТЭ           | 2013  | Высшая лига | 0    | 0    | 0     | 0     | 1         | 0         | 1     | 0     |
| Витебск        | 2013  | Первая лига | 14   | 4    | 1     | 0     | 0         | 0         | 15    | 4     |
| Динамо (Брест) | 2013  | Высшая лига | 12   | 1    | 0     | 0     | 0         | 0         | 12    | 1     |
| Динамо (Брест) | 2014  | Высшая лига | 31   | 4    | 1     | 1     | 0         | 0         | 32    | 5     |
| Динамо (Брест) | 2015  | Высшая лига | 10   | 0    | 4     | 0     | 0         | 0         | 14    | 0     |
| Слуцк          | 2015  | Высшая лига | 9    | 0    | 4     | 1     | 0         | 0         | 13    | 1     |
| Слуцк          | 2016  | Высшая лига | 9    | 0    | 3     | 0     | 0         | 0         | 12    | 0     |
| Гранит         | 2016  | Высшая лига | 15   | 0    | 0     | 0     | 0         | 0         | 15    | 0     |
| Славия         | 2017  | Высшая лига | 26   | 3    | 1     | 0     | 0         | 0         | 27    | 3     |
| Славия         | 2018  | Первая лига | 27   | 4    | 3     | 1     | 0         | 0         | 30    | 5     |
| Славия         | 2019  | Высшая лига | 15   | 0    | 2     | 0     | 0         | 0         | 17    | 0     |
| Спутник        | 2020  | Первая лига | 25   | 4    | 3     | 1     | 0         | 0         | 28    | 5     |
| Спутник        | 2021  | Высшая лига | 14   | 0    | 1     | 0     | 0         | 0         | 15    | 0     |